# Bernhard Hirschel

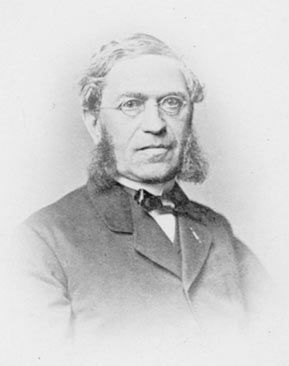
Bernhard Hirschel, um 1870

Bernhard Baruch Hirschel (* 15. Januar 1815 in Dresden; † 15. Januar 1874 ebenda) war ein deutscher Politiker und Mediziner, der in Dresden praktizierte. Er war einer der Vorreiter der Homöopathie im Deutschland des 19. Jahrhunderts.

## Leben und Wirken
Hirschel wurde als Sohn des jüdischen Kleiderhändlers Abraham Hirschel (1787–1830) und dessen Ehefrau Bella (1794–1845) geboren. Ab einem Alter von vier Jahren besuchte er die freiwillige jüdische Grundschule, den Cheder der Lehrer Gutmann und Ruben Bauer, um dort Hebräisch zu lernen. Ab Ostern 1825 besuchte er als einer der ersten Juden die Dresdner Kreuzschule. Als Halbwaise wurde ihm zeitweise das Schulgeld erlassen, bevor er seinen Schulbesuch 1832 mit Abitur abschließen konnte. Wegen Geldmangels besuchte er zunächst die medizinisch-chirurgische Akademie in Dresden, bevor er schließlich 1834 ein Studium der Medizin an der Universität Leipzig aufnehmen konnte. Sein Studium wurde zu einem Großteil durch den Dresdner Mendelssohn-Verein finanziell unterstützt. Ein staatliches Stipendium blieb ihm aufgrund seines jüdischen Glaubens verwehrt. Er ließ sich anschließend als praktizierender Arzt in Dresden nieder.
In der Zeit des Vormärz brachte er sich als liberaler Vordenker in die sächsische Landespolitik ein. Mit seiner kritischen Analyse des Landtagsgeschehens 1846 in dem Buch Sachsens Regierung, Stände und Volk lieferte er eines der wichtigsten Zeugnisse des vorrevolutionären Geschehnisse im Königreich Sachsen. Er schloss sich 1848 dem Dresdner Vaterlandsverein an und wurde einer seiner Führer. Nachdem im Frühjahr 1849 die Juden den Christen in Sachsen (nahezu) rechtlich gleichgestellt wurden, wurde Hirschel zum ersten jüdischen Stadtverordneten von Dresden gewählt. Infolge des Dresdner Maiaufstands wurde er am 9. Mai 1849 verhaftet. Seine Erfahrungen hielt er in dem Manuskript Tagebuch eines Gefangenen fest.
Zwischen 1852 und 1874 war Hirschel Herausgeber der Zeitschrift für homöopathische Klinik. Er veröffentlichte zahlreiche Bücher über die Homöopathie und betätigte sich als Medizinhistoriker. Er starb 1874 als Sanitätsrat an seinem 59. Geburtstag.

## Werke

### Politische Werke
- Sachsens Regierung, Stände und Volk, Mannheim 1846, S. 190 (Digitalisat)
- Entwurf einer neuen Verfassungsurkunde für das Königreich Sachsen, Dresden 1848[5]
- Sachsens jüngste Vergangenheit. Ein Beitrag zur Beurteilung der Gegenwart, Freiberg 1849 (Digitalisat)
- Tagebuch eines Gefangenen, 1849 (Digitalisat)
- Meine Lebensgeschichte (Digitalisat)

### Medizinische Werke (Auswahl)
- Hydriatica : oder Begründung der Wasserheilkunde auf wissenschaftliche Prinzipien, Geschichte und Literatur. Mit Darlegung aller neueren Schriften über Wasserheilkunde nach ihrem Inhalte und Werthe., Leipzig, Otto Wigand, 1840 (Digitalisat)
- Was ist Somnambulismus, was thierischer Magnetismus: Nebst einem Anhange die sich jetzt in Dresden aufhaltende Somnambule Höhne betreffend, Dresden 1840 (Digitalisat)
- Geschichte der Medicin, in den Grundzügen ihrer Entwickelung dargestellt. Arnold, Dresden 1843
  - Digitalisierte Ausgabe der Universitäts- und Landesbibliothek Düsseldorf
  - (google-Digitalisat)
- Geschichte des Brown’schen Systems, 1846
- Compendium der Homöopathie nach ihrem neuesten Standpunkte, 1851 (1.A.), 1862 (2. A.) (Digitalisat)
- Rules & Examples for the Study of Pharmacodynamics (Digitalisat)
- Hydratics: A Manuel of the Water Cure of Priessnitz (Digitalisat)
- Der homöopathische Arzneischatz in seiner Anwendung am Krankenbette. Für Familie und Haus, 1861 (3.A.) (Digitalisat)
- Grundriss Der Homöopathie Nach Ihrem Neuesten Standpunkte, und Anleitung, 1854 (Digitalisat)
- Die Magenschmerzen, insbesondere der Magenkrampf, 1866 (Digitalisat)